# Théolepte de Philadelphie
Pour les articles homonymes, voir Théolepte.
Théolepte ou Théoleptos de Philadelphie, en grec Θεόληπτος, Théoleptos -, ce qui pourrait se traduire par le « reçu de Dieu », (Nicée, 1250 - Philadelphie vers 1326), fut un théologien, un polémiste et un ascète. Il fut un évêque de Philadelphie de la fin du XIIIe et du début du XIVe siècle.

## Biographie
Il naquit à Nicée vers 1250. Pendant le patriarcat de Jean XI Vekkos (1276-1282), étant diacre marié dans sa ville natale (en Bithynie), il s'opposa à l'union des Églises grecque et latine décidée au concile de Lyon de 1274, par le pape Grégoire X à l'instigation de l'empereur Michel VIII et soutenue par le nouveau patriarche. Il fut arrêté et incarcéré sur l'ordre de l'empereur. Ayant été libéré, il quitta sa femme pour se faire ermite, et fut converti par le moine Nicéphore l'Athonite à la mystique hésychaste. Après l'accession au trône d'Andronic II (11 décembre 1282), l'union avec l'Église latine fut abandonnée, le patriarche Jean Vekkos destitué et les partisans de l'ancienne politique persécutés ; Théolepte fut nommé métropolite de Philadelphie en 1284.
Il partagea ensuite son temps entre son siège et Constantinople. Il combattit dans son diocèse la forte influence qu'y exerçaient les partisans de l'ex-patriarche Arsène Autorianos ; en 1304, il organisa la défense de la cité lors d'un siège des Turcs, qui fut finalement levé grâce à l'intervention de troupes catalanes. En 1308, il persuada Irène Choumnaina, fille du « mésazôn » (premier ministre) Nicéphore Choumnos et veuve à 16 ans du despote Jean Paléologue, troisième fils d'Andronic II, de vendre ses biens et de prendre le voile dans le monastère du Christ Philanthrope qu'elle fit restaurer ; il fut désormais son directeur de conscience. En 1314, un nouveau siège de Philadelphie par les Turcs fut repoussé. En 1321, Théolepte fut envoyé par Andronic II à Andrinople pour négocier avec son petit-fils rebelle Andronic III. Il mourut à Philadelphie vers la fin 1326 ; Nicéphore Choumnos fit son oraison funèbre.
Devenu un "père spirituel" reconnu dans tout l'empire, Théolepte contribua à la nomination du patriarche Athanase Ier. Il fut le conseiller de l'impératrice Irène, veuve de Jean Paléologue. Enfin, Théolepte compte au nombre des initiateurs de saint Grégoire Palamas. 
La Philocalie a retenu de lui une "lettre à l'impératrice Irène", alors que celle-ci était devenue moniale, et "neuf chapitres sur l'initiation".
- Aujourd'hui, la terre devient un ciel

Hier, nous fêtions l'Ascension du Seigneur ; aujourd'hui, nous célébrons la descente du Saint Esprit (la Pentecôte) du Christ. Hier, nous avons été élevés en esprit au-dessus de la terre, et nous sommes montés jusqu'aux cieux, où le Christ est entré pour nous comme précurseur (He 6,20) ; aujourd'hui, la terre devient un ciel.
Monté aux cieux, à ses disciples devenus les ouvriers de l'Évangile (Lc 10,2), le Christ a donné son Esprit comme une faucille, et il les a envoyés par toute la terre moissonner le salut des hommes (Mt 28,19), rassembler ceux qui étaient dispersés à travers mille opinions diverses, les recueillir dans les greniers d'une foi unique et d'une seule Église.
L’Esprit Saint est à la fois faucille et feu. Faucille, il coupe et sépare le bon du mauvais ; feu, il détruit tous péché. Voilà pourquoi l'on vit apparaître au-dessus des Apôtres comme des langues de feu qui se divisèrent (Ac 2,3). C'est pour vous faire connaître l'action légère et élevante du Saint-Esprit, en même temps que sa vertu destructrice de tout mal et son activité illuminatrice sur les âmes choisies. Et il siégea sur chacun d'eux (Ac 2,3). Pourquoi siégea-t-il ? pour établir en nous sa demeure.

## Œuvre
Théolepte fut l'une des personnalités les plus influentes du règne d'Andronic II. Il fut des principaux représentants de l'hésychasme avant Grégoire Palamas. 
On conserve de lui :
- un Discours élucidant l'opération secrète dans le Christ (PG 143, 381-404) ;
- un Traité sur la vie cénobitique ;
- un Discours contre les Arsénites ;
- un Discours adressé au peuple de Philadelphie contre les Arsénites ;
- une Catéchèse pour la fête de la Transfiguration ;
- des homélies : Sur le jeûne, Sur l'abstinence et la prière, Sur la solitude et la prière, Pour le dimanche des Myrophores, Pour le dimanche du paralytique, Pour la Nativité du Sauveur, Pour Pâques ;
- cinq lettres à la princesse-moniale Irène-Eulogia Choumnos Palaiologina;
- des Instructions pour Irène-Eulogia Choumnos Palaiologina.

### Traductions française
- Théolepte de Philadelphie, Lettres a une Princesse; Discours Monastiques, Migne (Pères dans la foi 81-82), 2001. (ISBN 2908587459)

### Études
- Hélène Ahrweiler, « La région de Philadelphie, au XIVe siècle (1290-1390), dernier bastion de l'hellénisme en Asie Mineure », Comptes-rendus des séances de l'Académie des Inscriptions et Belles-Lettres, vol. 127,‎ 1983, p. 175-197 (lire en ligne).
- V. Laurent, « Les crises religieuses à Byzance : Le schisme antiarsénite du métropolite de Philadelphie Théolepte († c. 1324) », Revue des études byzantines, vol. 18,‎ 1960, p. 45-54 (lire en ligne)
- Donald M. Nicol, Les derniers siècles de Byzance : 1262-1453, éditions Tallandier, 2008.
- Collectif, Michel Balard, Ivan Bozilov et Marie-Hélène Congourdeau, Le monde Byzantin, tome 3 : L'empire grec et ses voisins XIIIe – XVe siècle, Puf, 2011. (ISBN 2130520081)
- M.-H. Congourdeau, "Théolepte de Philadelphie", Dictionnaire de Spiritualité XV-XVI Paris 1990-1991.